# Fri radikal

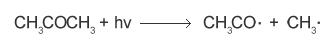
En fri radikal kan genereras när en förening tar upp ljusenergi (hv). Fria radikaler brukar i skrift uttryckas med en prick till höger om den kemiska beteckningen.

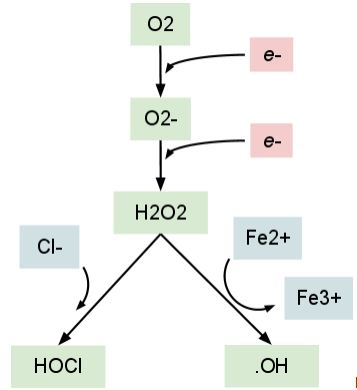
Reaktionsvägar för bildandet av fria radikaler i celler.

En fri radikal, eller bara radikal, är en atom eller molekyl som har oparade elektroner i den yttersta/högsta energinivån (orbitalen). Detta gör ofta radikaler mycket reaktiva, så att de gärna bildar nya kemiska föreningar, men det finns även radikaler som är relativt stabila – ofta då på grund av resonansstabilisering. Fria radikaler förekommer ofta som intermediat i kemiska reaktioner och har då som sådana en ytterst kort livslängd, men det finns också radikaler i lignin som kan ha halveringstid på flera dagar.
Radikaler förekommer ofta i olika biokemiska reaktioner, såsom i bionedbrytning av lignin och cellulosa. Syre- och hydroxylradikaler är ofta omtalade i populärvetenskapliga medicinska sammanhang.
Förr användes ordet radikal för att beskriva atomgrupper, till exempel funktionella grupper, i allmänhet. Trots att begreppen fri radikal och radikal numera är synonyma, kan begreppet fri radikal ändå användas, om man vill undvika förväxling med det äldre begreppet.

## Fria radikaler som hälsofara
Fria radikaler misstänks kunna åstadkomma allvarliga cellskador och kanske även bidra till åldrandet (oxidativ stress). Mycket spekulation har ägnats till möjligheterna att motverka sådana negativa medicinska effekter med hjälp av mediciner eller födoämnen som förmår att infånga radikalerna och oskadliggöra dem. Dessa ämnen brukar hamna under samlingsnamnet antioxidanter.